# Trussardo da Calepio
Trussardo da Calepio (1375-1385 – Castelli Calepio, 1455) è stato un militare italiano.

## Biografia
Trussardo da Calepio nacque tra il 1375 e il 1385 da Nicolino (1355-1452) dei conti Calepio. Sposò Caterina de Bucellenis (1370–1457) dalla quale ebbe un solo figlio legittimo: Nicolino (1395–1484) che ereditò tutti i suoi beni, e due figli naturali: Marco (1395-1453) e Giacomo che divenne frate agostiniano prendendo il nome di Ambrogio. Questi pubblicò il primo dizionario di latino che prenderà il suo nome: Calepino. Oltre al castrum di Calepio, abitava la casa in via Porta Dipinta vicino alla chiesa di San Michele al Pozzo Bianco.
Nel XV secolo il territorio bergamasco fu molto conteso. Le famiglie guelfe dei Rivola, Colleoni e Calepio favorevoli alla repubblica veneziana, si trovarono contrapposte a quelle dei Suardi ghibellini, che erano alleate con i Visconti di Milano. Nel 1419 le truppe viscontee ritornarono a occupare il territorio con l'appoggio dei Suardi. Nel 1423 le famiglia guelfe chiesero alla repubblica veneziana che i territori della bergamasca fossero accolti e concessero il passaggio del ponte sull'Oglio aprendo all'esercito veneziano la strada verso Bergamo. Filippo Maria Visconti, considerato questo un tradimento, fece catturare i fautori del fatto. Tra questi Stefano Calepio che fu condotto e ucciso sulla rocca. Trussardo si salvò e il 28 febbraio 1426, gli fu concesso dalla città di Brescia a cui chiese aiuto, un sussidio di 10 fiorini al mese. I Visconti fecero prigionieri Onofrio e Bartolomeo che portati a Milano subirono una terribile esecuzione.

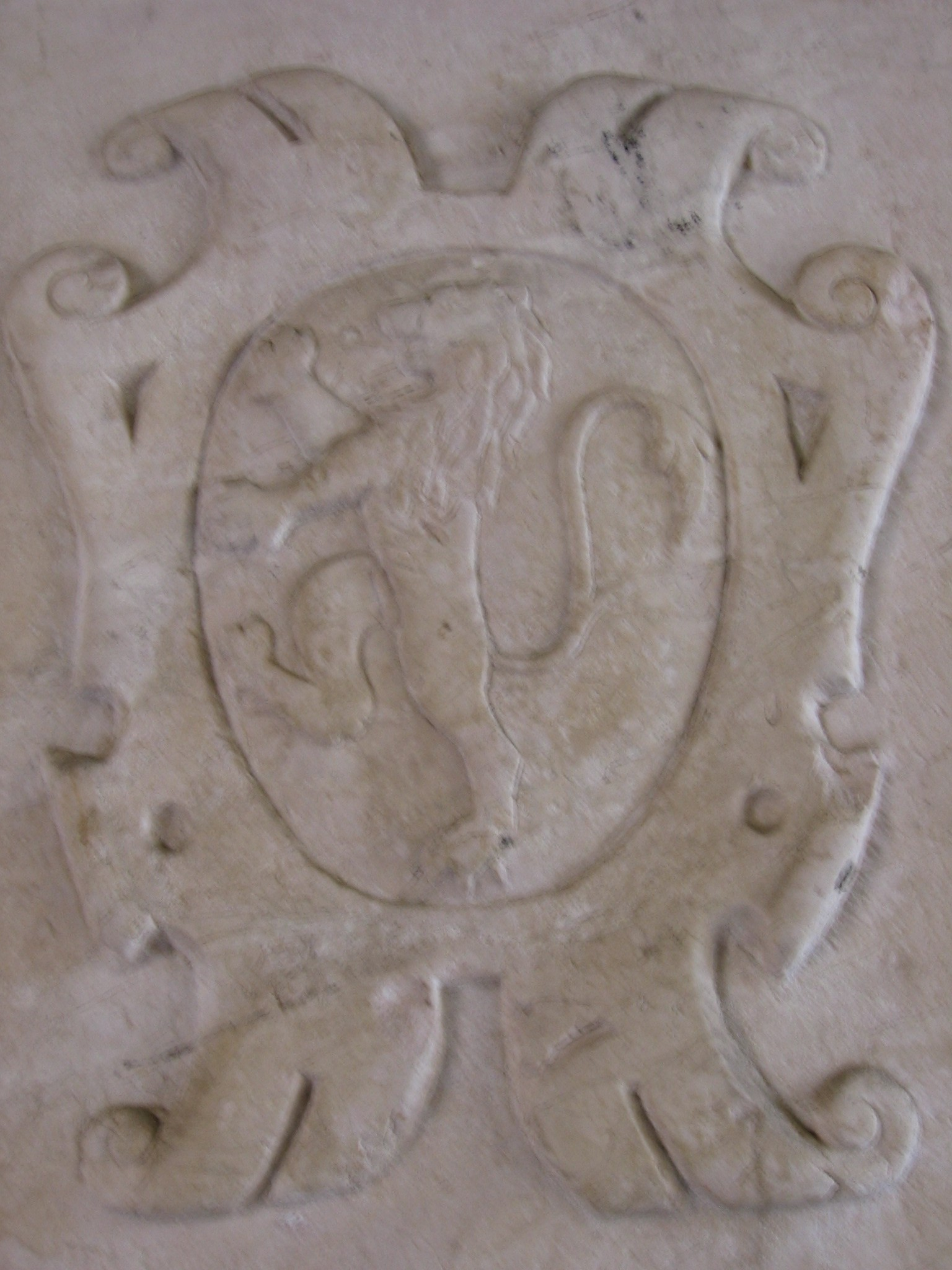
Stemma dei Calepio

Nel 1433 fu firmata la Pace di Ferrara e la Repubblica di Venezia, per la fedeltà, concesse a Trussardo il privilegio sul castrum.  Ma le truppe milanesi tornarono a insidiare i territori della Val Calepio. Inutilmente il conte difese per molti giorni il castello, che fu riconquistato il 25 settembre 1437 dal Piccinino, condottiero a servizio di Milano. La difesa del territorio fu però premiata dal doge Francesco Foscari il 15 ottobre 1437 con l'infeudazione della valle. Il Piccinino riprenderà il territorio nel febbraio del 1428.
Il conte fece lavori di ampliamento al castello la cui costruzione risalirebbe all'anno Mille con la costruzione anche della chiesa di San Maurizio. Il Trussardo dichiarò però di avere un introito dai guadagni della valle di soli 200 ducati, cosa che gli causò molte cause con Venezia, sempre vinte dal Calepio e dagli eredi che dichiaravano di aver poco guadagno dal territorio in quanto sempre attraversato da guerre e quindi di difficile coltivazione.
Il diritto sul castello e sul territorio concessi dal doge al Trussardo, non furono cosa gradita dal cugino Marco figlio di quell'Onofrio ucciso dai Visconti a Milano. Per zittire il nipote e i suoi fratelli, il conte si obbligò pagare a loro, ogni due anni, la cifra di 2.000 fiorini d'oro. Questo è confermato da una lettera dal doge Foscari del 16 dicembre 1437. Nel 1448 dovette invece cedere alcune proprietà sul territorio ai nipoti Cristoforo e Federichino mantennedo tutti i diritti però sul castello e sulla località cittadina.
Non si conosce la data della sua morte ma lo era sicuramente nel 1455 come risulta da un atto firmato dal figlio Nicolino filius qd. Trussardi. Il suo nome si ripeté nella dinastia della famiglia bergamasca con il nipote Trussardo da Calepio II che ebbe un ruolo nell'amministrazione cittadina e fu tra i membri della Congregazione della Misericordia Maggiore.